# Basa
Basa – gaun wikas samiti we wschodniej części Nepalu w strefie Sagarmatha w dystrykcie Solukhumbu. Według nepalskiego spisu powszechnego z 2001 roku liczył on 617 gospodarstw domowych i 3256 mieszkańców (1643 kobiet i 1613 mężczyzn).